# Luiz Felipe Lampreia
Luiz Felipe Palmeira Lampreia (Río de Janeiro, 19 de octubre de 1941-ibídem, 2 de febrero de 2016) fue un sociólogo y diplomático brasileño.
Fue embajador en Paramaribo (Surinam), en Lisboa (Portugal) y en Ginebra (OMC y otros organismos internacionales). Fue además Secretario General del Palacio de Itamaraty (1992-1993) y Ministro de Relaciones Exteriores en el gobierno de Fernando Henrique Cardoso entre 1995 y 2001.
Ejerció como embajador y profesor asociado de Relaciones Internacionales en la ESPM-Rio.

## Honores y condecoraciones
- Medalla de la República Oriental del Uruguay ( Uruguay, 7 de mayo de 1997).[2]